# Лайът-Кайнс
Лайът-Кайнс (на английски Liet-Kynes) е измислен герой в измислената от Франк Хърбърт вселена на Дюн. Той е син на Пардът Кайнс, първият имперски планетолог/еколог на Аракис, и в началото на романа Дюн е водач на свободните хора.
 Внимание:  Текстът по-долу разкрива сюжета на произведението (или части от него)!
Лайът-Кайнс е роден през 10 154 година според падишах-императорския календар. Кайнс е само наполовина свободен, тъй като баща му Пардът е от Салуса Секундус. Майката на Лайът, Фрийт, е сестра на Стилгар, бъдещият наиб на сийч Табър. От тях Лайът научава обичаите на свободните и става пясъчен ездач още като дете. Когато Пардът Кайнс умира, Лайът го замества в задълженията му на планетолог-еколог на служба при императора, и като водач на свободните хора по пътя им към зелен Дюн. Той продължава да следва идеите на баща си за глобално преобразуване на климата на Аракис от пустинен към по-умерен.
Умира при харконско-сардукарското нападение над династия Атреиди; Харконите го изоставят в пустинята без вода, влагосъхраняващ костюм и други запаси. Близо до смъртта, той започва да халюцинира, като чува гласът на баща си. Последните му думи са: „Аз съм пустинно създание!“
Лайът-Кайнс е баща на Чани, която става наложница на Пол Атреиди.